# (5065) Johnstone
(5065) Johnstone (1990 FP1) – planetoida z pasa głównego asteroid okrążająca Słońce w ciągu 3,99 lat w średniej odległości 2,52 j.a. Odkryta 24 marca 1990 roku.